# Kame

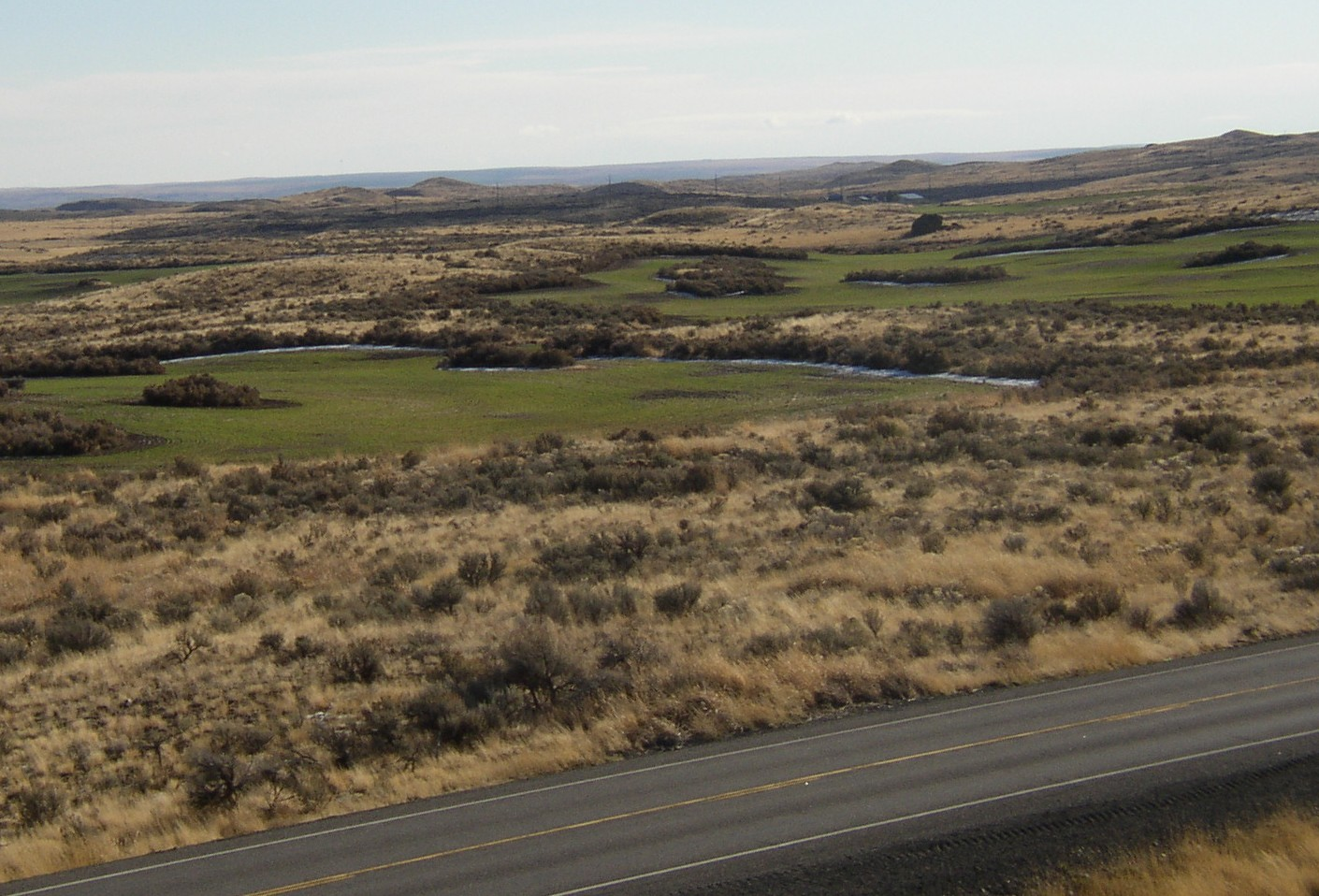
Verschillende voorbeelden van kame rond de eindmorene van de Okanagan Lobe, Cascade gebergte in de achtergrond

Een kame is een geomorfologisch verschijnsel in het landschap. Het is een onregelmatig gevormde heuvel, bestaande uit zand, grind en till dat zich ophoopt in een depressie aan het oppervlak van een terugtrekkende gletsjer. Kames worden vaak geassocieerd met ketels.

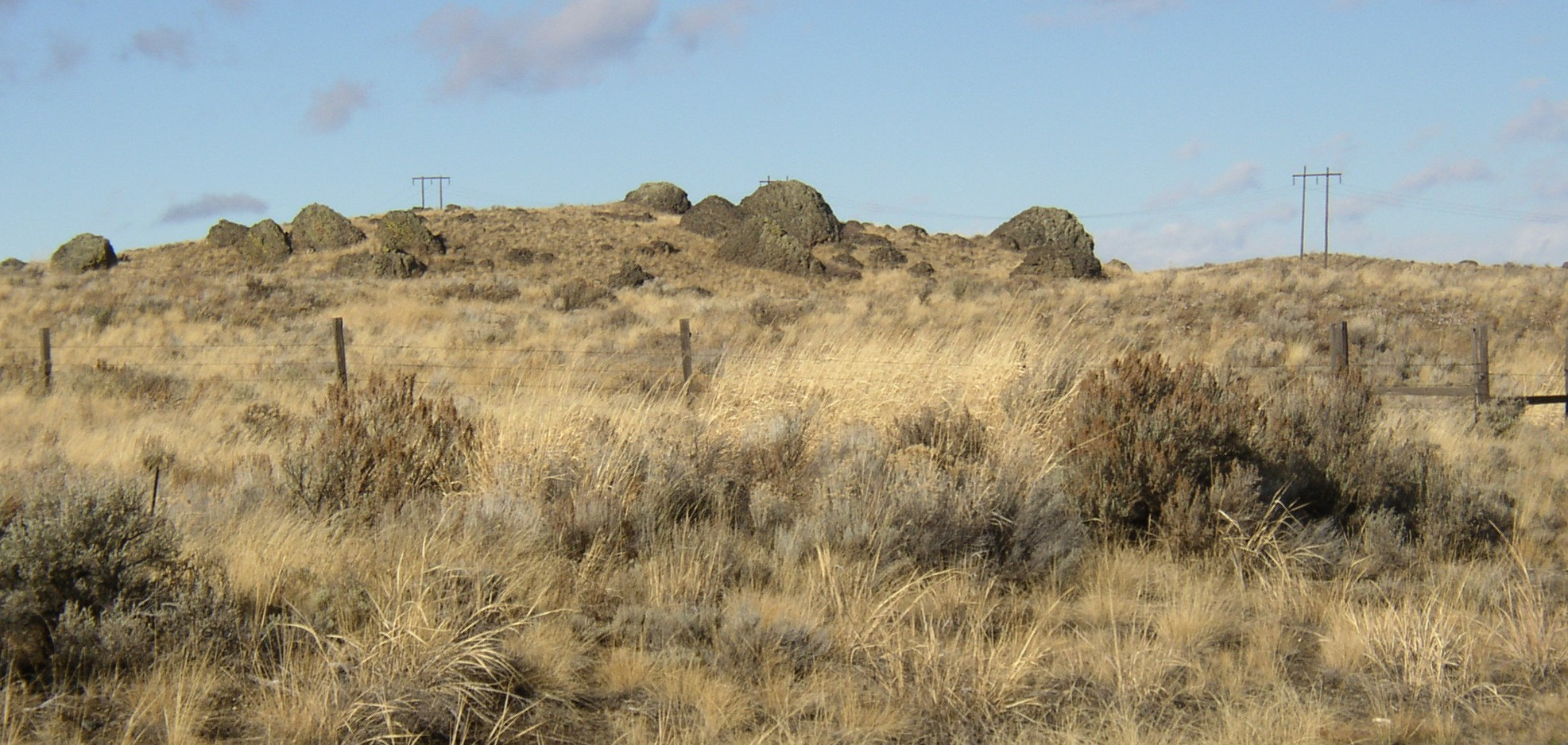
Kame-heuvels

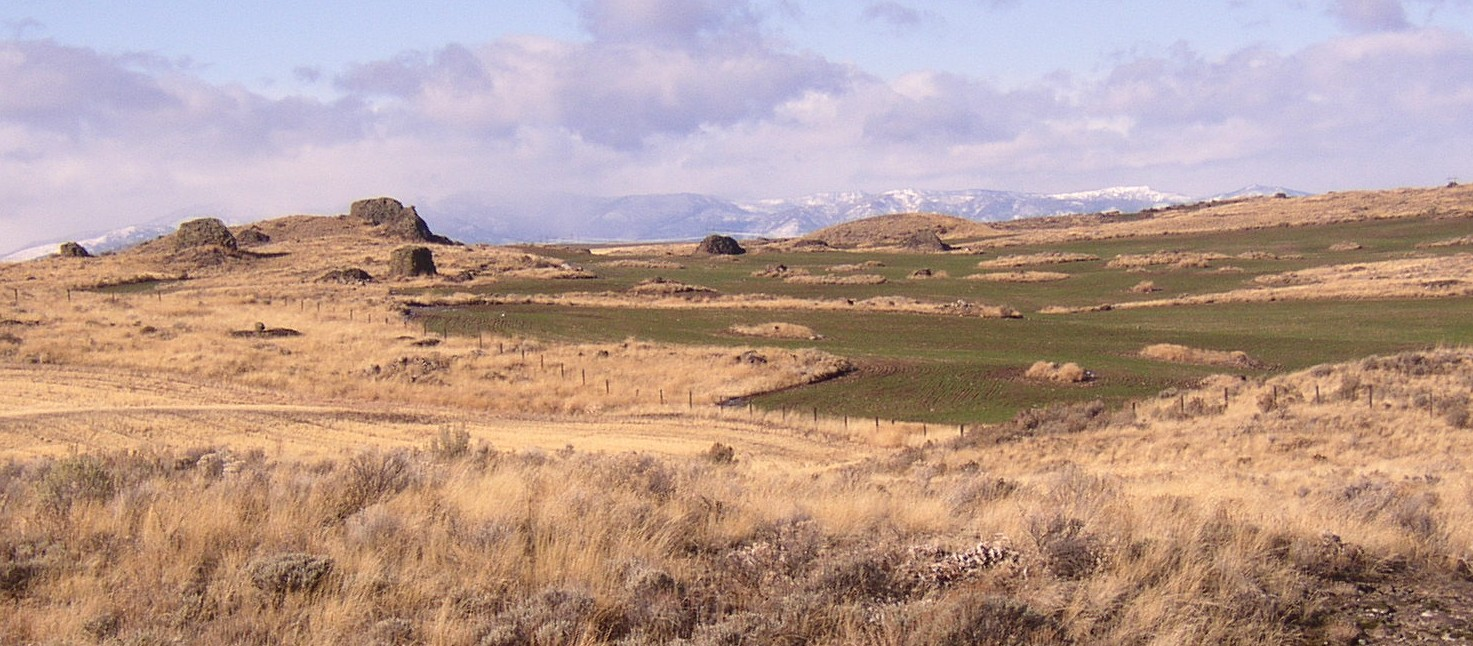
Kame-landschap

In Canada zijn er twee parken die gecreëerd werden om belangrijke en onbeschadigde kame verschijnselen te beschermen: Minnitaki Kames Provincial Park en Bonheur River Kame Provincial Park.

## Kame-delta
Door het alsmaar smelten van de gletsjers wordt het ijswater afgevoerd door beken naar de omliggende meren, gevormd in depressies op het gletsjeroppervlak. Door het hoge tempo van het smelten van het ijs, kunnen de beekjes het inkomende water echter niet meer aan. Er wordt een kame-delta gevormd aan het oppervlak van de smeltende gletsjer. Uiteindelijk stort de kame-delta zich op het landoppervlak, waar deze als een verhevenheid zichtbaar blijft.

## Naslagwerken
- (en)  Easterbrook, Don J. (1999). Surface Processes and Landforms. Prentice Hall, Upper Saddle River, New Jersey, 352–357. ISBN 0-13-860958-6.
- (en)  Tarbuck, Edward J., Frederick K. Lutgens (2002). Earth: An Introduction to Physical Geography. Prentice Hall, Upper Saddle River, New Jersey, 351. ISBN 0-13-092025-8.
- (en)  Trenhaile, Alan (2007). Geomorphology: A Canadian Perspective. Oxford University Press, Don Mills, Ontario, 187–8. ISBN 0-19-542474-3.